# Drones (film 2013)
Drones è un film statunitense del 2013, diretto da Rick Rosenthal.